# Ghostbusters 5D
Ghostbusters 5D (auch Ghostbusters 5D – Die Ultimative Geisterjagd) ist ein Dark Ride im niedersächsischen Heide-Park Resort, der 2017 eröffnet wurde. Das Fahrgeschäft wurde als Deutschlands erste interaktive Ghostbusters-Attraktion eröffnet. Der 5D-Dark-Ride basiert auf den erfolgreichen Kinofilmen rund um die Ghostbusters und entstand in Zusammenarbeit mit dem Partner Sony Pictures Consumer Products Inc. und Ghost Corps. Hergestellt wurde die Anlage von Triotech und Zierer Rides aus Deutschland.
In der Halle war bis 2016 die Hallo-Spencer-Show.

## Fahrt
Nach der Pre-Show in der Warteschlange und dem Aufsetzen der 3D-Brillen nehmen die Insassen im ECTO-1 genannten Fahrzeug Platz. Nach dem Einstieg fahren die Wagen nach links, dabei schwenkt der Wagen dynamisch hin und her. Nach dem Bildschirm fahren die Wagen weiter nach links und direkt in eine S-Kurve rein, dabei durchfahren die Gäste wieder die Media-Bildschirme. Darauf wird die Strecke widergespiegelt, der Wagen schwenkt kurzzeitig in die rechte Kurve und fährt wieder zum Ein- und Ausstieg.